# Hamler

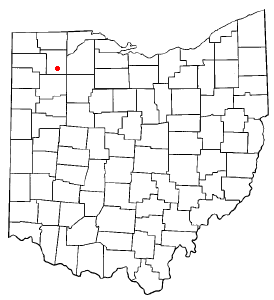
Hamler na planie stanu Ohio

Hamler – wieś w USA, w hrabstwie Henry, w stanie Ohio.
Nazwa miejscowości pochodzi od jednego z pierwszych osadników, którym był John Hamler, gdzie pierwsi osadnicy przybyli na teren obecnego Hamler w roku 1850. Aktualnie (2014) burmistrzem wsi jest Jeff Brubaker.
Hamler to rodzinna miejscowość Kelly Creager (Miss Ohio), która w 1997 roku reprezentowała Ohio w wyborach Miss America i Chipa Davisa, muzyka zespołu Mannheim Steamroller.
W roku 2010, 27,4% mieszkańców było w wieku poniżej 18 lat, 11,5% było w wieku od 18 do 24 lat, 22% od 25 do 44 lat, 22,6% było od 45 do 64 lat, a 16,7% było w wieku 65 lat lub starszych. We wsi było 50,0% mężczyzn i 50,0% kobiet.
Liczba mieszkańców w 2010 roku wynosiła 576, a w roku 2012 wynosiła 578.